# 伊斯蘭銀行

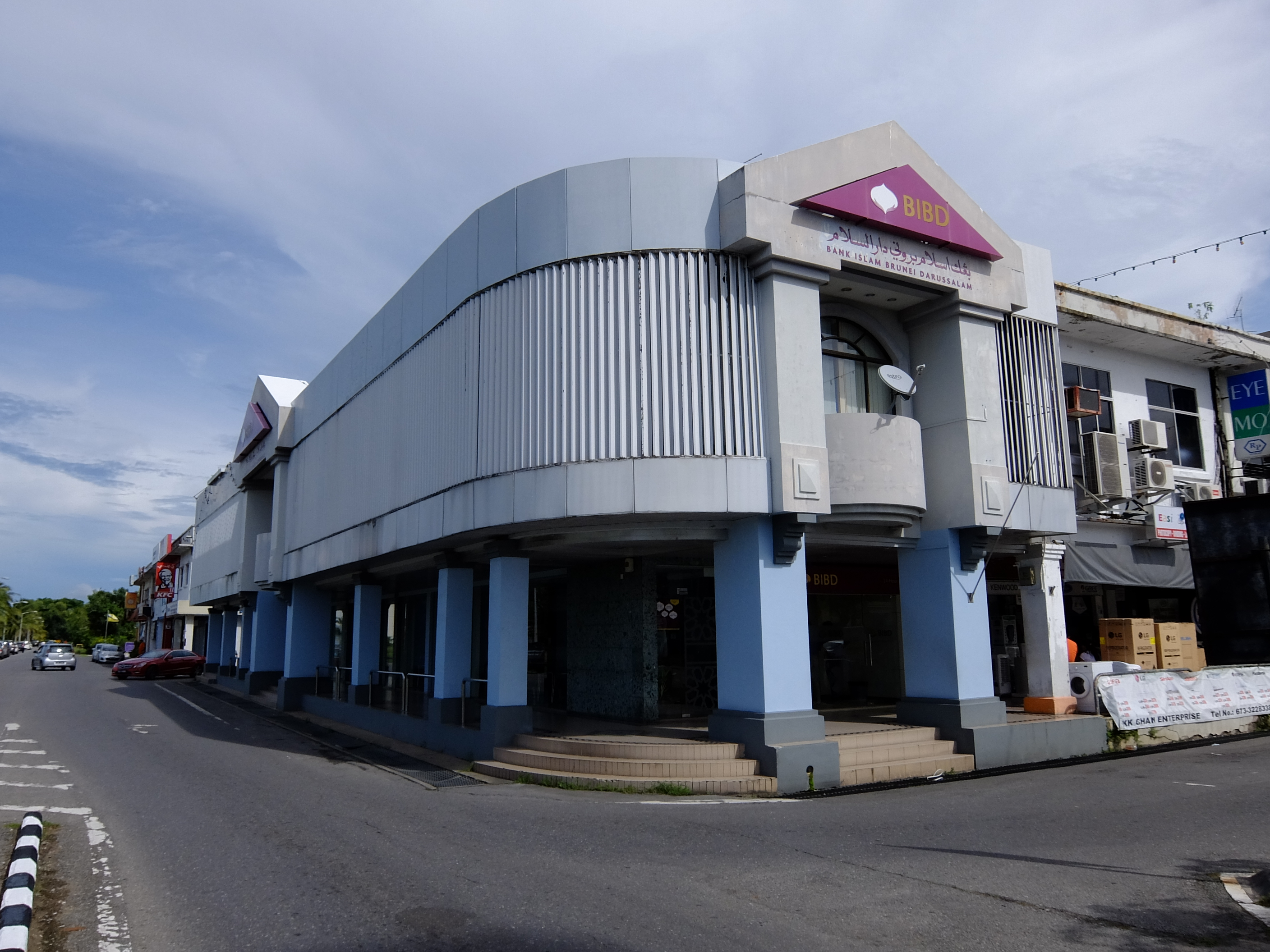
伊斯蘭銀行

伊斯蘭銀行指的是遵循伊斯蘭教律法以及《古蘭經》指引的伊斯蘭金融體系銀行與金融體系，另外還有伊斯蘭債券等產品。

## 出金特徵
此類銀行最大的特點是禁止所謂的里巴（ربا ,الربا）這個概念，因此借貸不得收取利息，而取而代之的是須「盈虧共享、共擔風險」，於是公司業主來借款創業時，就會形成類似基金的方式運作的投資銀行體系，也因沒有利息，所以企業盈利，銀行分享的比例一般是可以比非穆斯林的貸款利息還高。
在對一般人的資金管理上也有其特色之處，比如買房時則不貸款，是由銀行先行購置，並改以添加確定的代付利潤，來取代類似利息的部分，屋主只要再向銀行分期付款即可，實務上就不會有滾動的利息出現。另外則是帳戶存款、個人保險等等財富，是以類似集資基金的概念搭配使用，而非對存戶進行固定配息，或是由人壽保險銀行進行的保費管理收益率與支出，這點相當不同。
而伊斯蘭銀行還會善用租賃的概念取代借貸，透過協助處置各種實體資產，並適時調整使用出讓金，比如企業使用一般辦公室甚至添置機器、服務等都是透過租用，這亦可以提供銀行本身的投入成本與投資存戶穩定的利潤來源，另外人人都不得從事投機事業，例如賭博與金融副產品等，因此有時這樣可以免受一些金融震盪的衝擊，最後則是銀行將不從事非穆斯林相關行業，比如豬肉、酒水與色情業。
此類銀行原本只在穆斯林人口為主的國家盛行，透過石油累積的大量財富，規模逐漸增大，近幾年來也開始在歐洲、美國等地拓展據點，成為國際間不小的金融勢力。尤其東南亞的高速發展，甚至可能超過海灣國家，成為另一大伊斯蘭金融重心。
1. ↑  ASEAN：馬六甲, 關鍵評論網. . The News Lens 關鍵評論網. 2017-05-15  [2024-05-04]. （原始内容存档于2024-05-09） （中文（臺灣））.
2. ↑  . www.islam.org.hk.   [2024-05-04]. （原始内容存档于2024-05-07）.
3. ↑  . Asia Business Leaders - 為讀者深入討探商界人士成功之道，分享成功人士經驗，深入分析企業發展策略，財經議題，科技資訊，促進個人成長。.   [2025-04-20].
4. ↑  門倉貴史. . www.businesstoday.com.tw. 2009-06-11  [2025-04-20] （中文（臺灣））.
5. ↑  財團法人商業發展研究院. . 新興市場情報誌.   [2025-04-20] （契维语）.
6. ↑  . www.islam.org.hk.   [2025-04-20].